# براینتری، اسکس
latitudeبراینتری، اسکسlongitudeبراینتری، اسکس
براینتری، اسکس (به انگلیسی: Braintree, Essex) یک شهرک در بریتانیا است که در اسکس واقع شده‌است.

## خصوصیات
براینتری ۵۳٬۴۷۷ نفر جمعیت دارد.